# Am730
是香港發行的一份免費報紙，由香港地產經紀界人士施永青投資創辦、「730媒體有限公司」（AM730 Media Limited）發行，2005年7月30日開始發行。是繼《都市日報》和《頭條日報》後，香港第三份免費報刊，派發首月每天平均印刷量約四十萬份。
该报經濟觀點方面偏向新自由主義和自由市場經濟，但嚴格限制政治廣告在報章刊登。
由于人力資源有限和定位於青少年和白領階層的讀者，创办初期的派發點不多，集中在白領上班的中區、灣仔和尖沙咀街頭。
自2005年8月29日起，在多個原九廣鐵路東鐵（上水站除外）、西鐵（朗屏站除外）及馬鞍山鐵路（第一城站、石門站、馬鞍山站）車站免費派發，報刊形成較為穩定的讀者群。現時在不少港鐵站外和屋苑皆有派發。同時，该报还在香港各大專院校均設立了派發點。
自2022年起，《am730》網站及手機應用程式經過全新改版，亦於同年5月30日報章進行改版，其定位亦從免費報紙走向數碼轉型，糅合網媒與免費報紙。
2024年1月，市場推廣公司Layman Marketing Limited已達成意向收購該報，但同年3月，施永青稱無法兌匯買家的100萬港元訂金，宣佈擱置出售am730。

## 名稱
據創辦人施永青解釋，報名取是由於報紙的派發時間在早上（am）的繁忙時間。他將首版日期訂於2005年7月30日（星期六），是希望配合報刊的名目。
一般不在週末派發。

## 出版因由
施永青有見香港第一份免費報章《都市日報》甚為成功，發行首年已經獲利甚豐，因此投資數百萬港元作市場研究，並計劃推出免費報紙。惟星島新聞集團在同時期亦有發行免費報紙的計劃，並因星島集團的辦報經驗及資源，星島集團的《頭條日報》搶先於《am730》之前面世，使《am730》成為香港第三份免費報紙。

## 影響
在香港，第一份免费报刊《都市日報》於2002年發行，及後在2005年7月，《頭條日報》和先後加入，免費报刊由一份突然增至三份，市場質疑免費報刊的生存空間。施永青認為，免費报刊是未來趨勢，只要內容吸引讀者，便具競爭力。的新聞取材較一般報章輕鬆，排版也較多設計元素，主要針對青少年和白領階層讀者。多份免費報章出現，令其他收費報章的銷量和廣告收入下跌，為挽回銷量，東方報業集團旗下的《太陽報》宣布由2005年10月19日起減價，每份由6元減至5元。

## 印刷問題
《am730》的印刷曾交由壹傳媒旗下的百樂門印刷有限公司負責。施永青曾表示壹傳媒旗下的《爽報》在2011年9月19日於香港創刊後，《am730》成了其競爭對手，因此壹傳媒決定只會按照合約訂明的上限印刷《am730》，令《am730》的每日發行量限制於四十萬份之內，而且只印64頁紙，am730從而每月流失160萬元的廣告收入。 但後來又表示：時任壹傳媒老闆黎智英向他承諾不會以停止承印《am730》打擊對手，這樣贏也贏得不光彩，寧願《爽報》辦得辛苦一些，也會維持印務承諾。
目前《am730》的印刷由星島新聞集團旗下的JJ Printing Limited負責。

## am730 創業基金
2011年，am730創立「am730 創業基金」。，期望藉此基金支持各行各業有志創業的人士。基金會以注資形式支持申請人/團隊創辦業務，亦會考慮支持剛開展之業務。

## 擬賣盤後擱置
2024年1月，市場傳出創辦人施永青出售am730，買家是一間叫「Layman」的市場推廣公司，施形容賣盤踏入「很初步階段」，預計同年6月完成接購。不過同年3月，施永青說買家的100萬港元的「誠意金」（訂金）支票無法兌匯，認為買家缺乏誠意及能力，並宣佈擱置賣盤計劃。

## 爭議
在2021年－2022年俄烏衝突期間，am730在2022年2月17日以標題《從烏克蘭事件看美國如何操弄世界》發表仇視美國的文章，指控美國發布俄羅斯集結軍隊即將入侵烏克蘭是假消息，惟數日後俄羅斯軍隊便在2月22日入侵烏克蘭東部，並於2月23日全面侵略烏克蘭。

## 外部連結
- Am730官方網站（页面存档备份，存于）
- Am730的Facebook專頁（繁體中文）